# إنترفيرون نوع 1

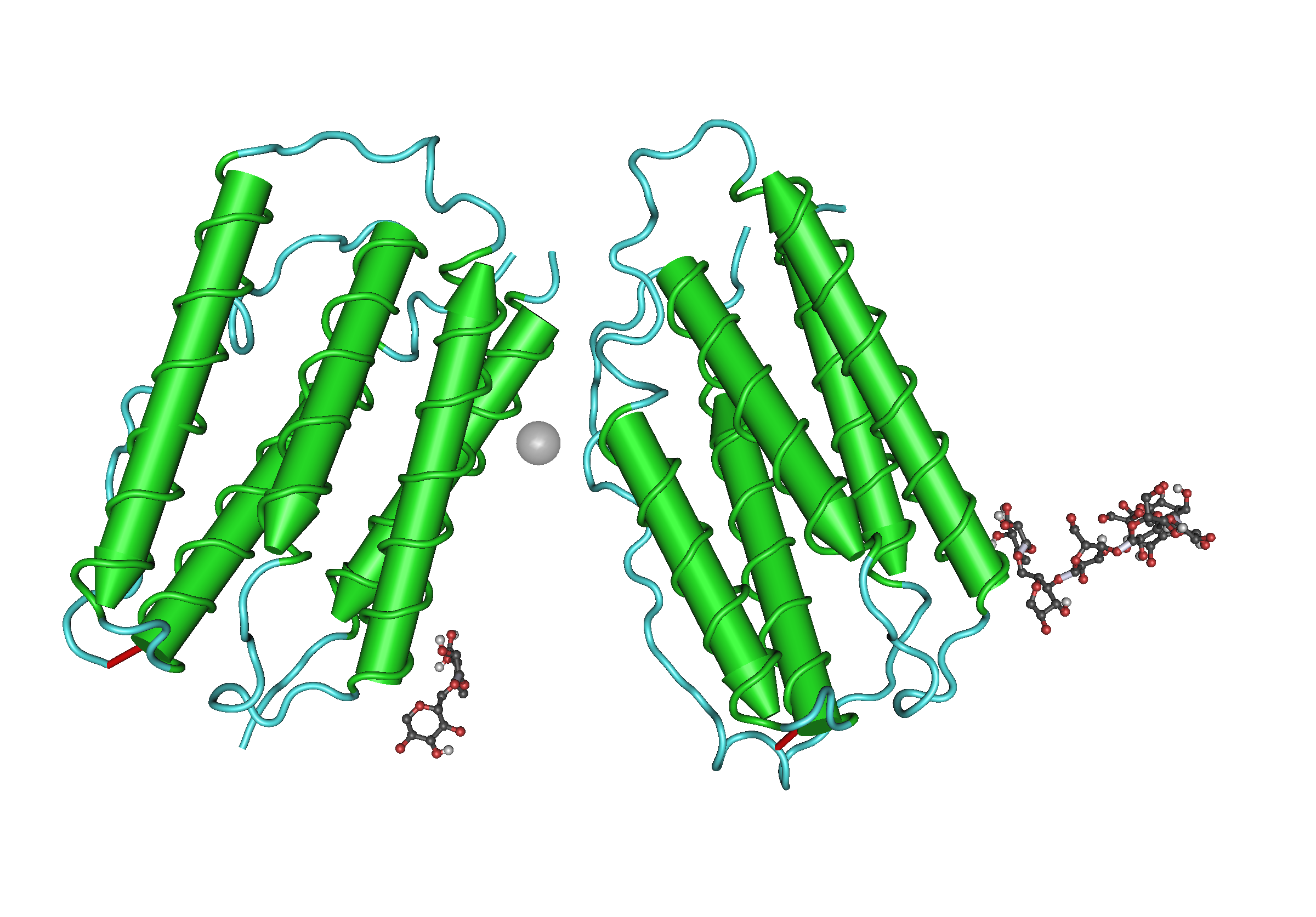
الشكل ثلاثي الأبعاد للإنترفيرون بيتا لدى الإنسان

النوع الإنساني من الإنترفيون هو مجموعة جزئية كبيرة من بروتينات الإنترفيرون التي تساعد على تنظيم الجهاز المناعي. يتحد الانترفيرون من مستقبل الانترفيرون، جميع الانترفيرون نوع1 يتحد مع مستقبل سطح خليه معقد معين والذي يطلق علية اسم مستقبل انترفيرون الفا IFNAR والذي بدورة يتكون من سلاسل مستقبل انترفيرون الفا 1 IFNAR1 ومستقبل انترفيرون الفا2 INFAR2 يوجد النوع1 من الانترفيرون في جميع الثدييات، ووجدت أيضا جزيئات مشابة في أنواع الطيور، الزواحف، البرمائيات والأسماك.

## روابط خارجية
- Interferon+Type+I في المكتبة الوطنية الأمريكية للطب نظام فهرسة المواضيع الطبية (MeSH).